# 單色裸胸鱔
單色裸胸鱔，又稱單色裸胸鯙，為輻鰭魚綱鰻鱺目鯙亞目鯙科的其中一種，分布於東大西洋區，從葡萄牙南部至維德角群島海域，包括地中海，棲息深度可達20公尺，體長可達100公分，為底棲性魚類，生活在沙石底質的礁坡，屬肉食性，可做為食用魚及遊釣魚。
其种加词unicolor意为“单色的”。